# Tadeusz Kulisiewicz

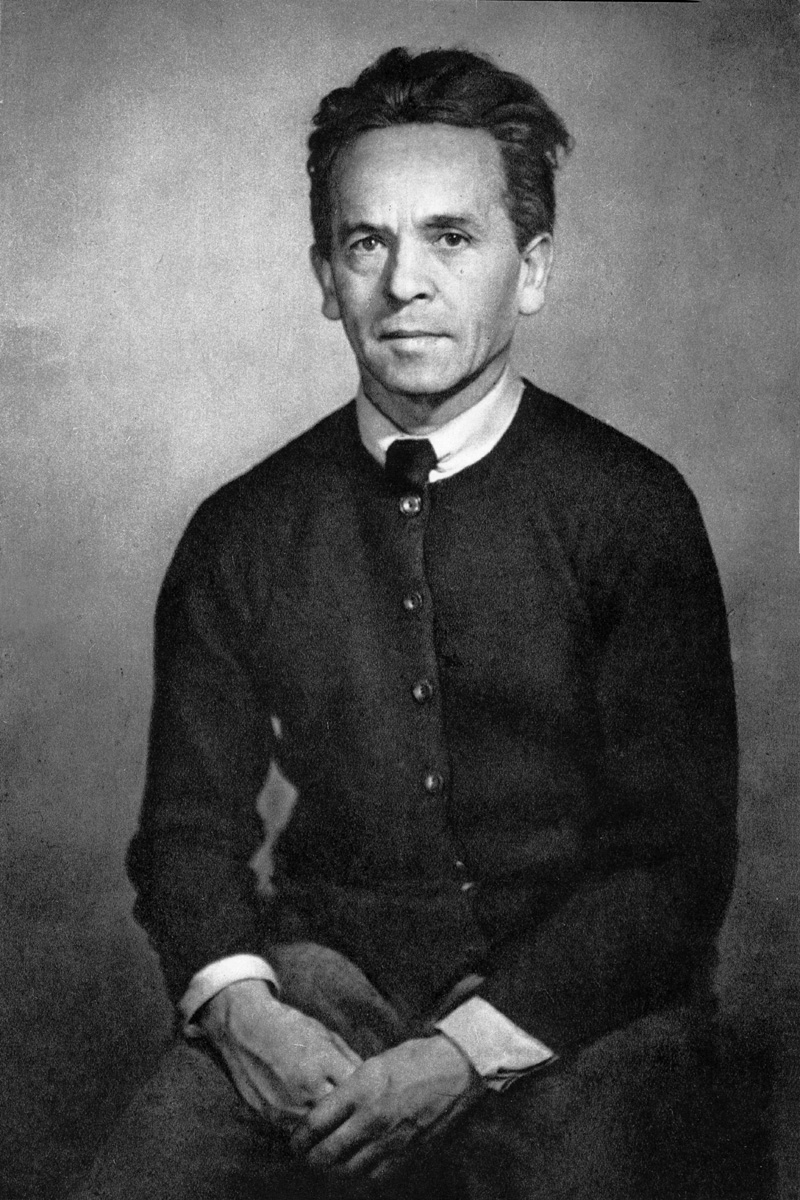
Tadeusz Kulisiewicz

Tadeusz Kulisiewicz (* 13. November 1899 in Kalisz; † 18. August 1988 in Warschau) war ein polnischer Grafiker.
Studierte an der Posener Staatlichen Schule für Dekorative Künste (1922–1923) und an der Warschauer Kunstakademie (1923–1929). 1933–1939 unterrichtete er Zeichnung an der Warschauer Kunstakademie, 1946 wurde deren Professor. Ab 1955 war er Mitglied der Berliner Akademie für Bildende Künste, ab 1965 Ehrenmitglied der Florentiner Kunstakademie. 

## Künstlerisches Schaffen
1926 besuchte Kulisiewicz zum ersten Mal ein Dorf in den polnischen Beskiden – Szlembark in der Gemeinde Nowy Targ. Seitdem besuchte er das abseits gelegene, vergessene Dorf öfters sein ganzes Leben lang. 1928–1930 entstand ein Holzschnittzyklus „Szlembark“, der das Dorf in seiner unverblümten, strengen Schönheit zeigte, im Gegensatz zur damaligen Mode, das Goralen-Folklore fröhlich tanzend darzustellen. Später entstanden weitere Holzschnittzyklen: „Schäferhütte“ (1932–1933), „Methoden“ (1934), „Ein Dorf in Gorce“ (1935–1936), „Zeichnungen aus Szlembark“ (1939).
Während des Warschauer Aufstandes 1944 verbrannte sein Atelier mit 70 fertigen Druckstöcken. Nach dem Zweiten Weltkrieg verwarf Kulisiewicz die Holzschnittkunst und widmete sich der Zeichnung und der Kaltnadelradierung. 1945 schuf Kulisiewicz vor Ort Zeichnungen der Warschauer Ruinen. Später sind daraus 100 Tuschezeichnungen entstanden.
In den folgenden Jahren unternahm Kulisiewicz mehrere Auslandsreisen. Er besuchte mehrmals Ost-Berlin, wo er im Berliner Ensemble die Vorführungen der Brecht-Stücke „Mutter Courage und ihre Kinder“ (1949), „Der Kaukasische Kreidekreis“ (1954) und „Leben des Galilei“ (1957) in Zeichnungen festhielt. Die Berliner Künstlerin Ingeborg Voss wurde von ihm angeregt, sich ebenfalls dem Zeichnen von Theatermotiven zu widmen. 
Nach den nächsten Reisen entstanden Zyklen von Zeichnungen aus der Tschechoslowakei (1951), China (1952), Indien (1956), Mexiko (1957, 1958/1959), Venedig (1958 und 1961) und Brasilien (1963).

## Bibliografie (Auswahl)
- Tadeusz Kulisiewicz: Matka Courage i jej dzieci (Bertolt Brecht) Wydawnictwo Literackie, Kraków 1965
- Tadeusz Kulisiewicz: Mutter Courage und ihre Kinder (Bertolt Brecht), Aufbau-Verlag, Weimar 1968
- Tadeusz Kulisiewicz: Mutter Courage und ihre Kinder (Bertolt Brecht), Suhrkamp-Verlag, Frankfurt am Main, 1980

## Weblink
- https://www.bildindex.de/ete?action=queryupdate&desc=Kulisiewicz%20&index=obj-all Bildindex